# Hans-Christian Berg
Hans-Christian Berg, född 26 oktober 1971 i Esbo, är en finlandssvensk skulptör och bildkonstnär.
Bergs konstverk har samlats av alla större museer i Finland, inklusive Kiasma, EMMA, Helsingfors stadsmuseum, Uleåborgs konstmuseum, Tammerfors stadsmuseum, Wäinö Aaltonen konstmuseum i Åbo, Ars Nova -museet i Åbo samt stiftelser, institutioner och privata samlingar runt om i världen.
Berg är utexaminerad 2002 från Konstindustriella högskolan i Helsingfors (nu Aalto-universitetet). Berg blev utsedd till Årets unga konstnär i Finland år 2007. Samma år bosatte han sig i Ingå.

## Priser och utmärkelser
- 2007, Årets unga konstnär i Finland
- 2009, William Thuring-priset